# Wilhelm Wenker
Wilhelm Wenker (* 19. September 1874 in Telgte; † 16. August 1956 in Gelsenkirchen) war ein deutscher römisch-katholischer Pfarrer. Er wirkte von 1910 bis 1956 als Pfarrer der Kirchengemeinde St. Hippolytus in Gelsenkirchen-Horst und wurde als „Retter von Gelsenberg“ bekannt.

## Leben
Wilhelm Wenker absolvierte 1894 sein Abitur am Paulinum in Münster, studierte Katholische Theologie in Münster und wurde am 4. Juni 1898 wurde zum Priester geweiht. Danach übernahm er eine Stelle als Kaplan und Vikar in der Gemeinde St. Lamberti in Gladbeck. Ab 1905 war er als Vikar seelsorgerisch und schulisch für den Ortsteil Rentfort zuständig, wo er am 2. Dezember 1908 Pfarrrektor wurde. Am 19. Dezember 1910 wurde er als Pfarrer der St.-Hippolytus-Pfarrei in Gelsenkirchen-Horst in sein Amt eingeführt, das er fast 46 Jahre versah.

## Nationalsozialismus
Im Dezember 1918 wurde Wilhelm Wenker zum Landesdechant des Dekanats Gladbeck ernannt. Die Feier zu seinem 25-jährigen Pfarrjubiläum wurde 1935 von den Nationalsozialisten verboten. Wenker scheute sich nicht, sich mit den neuen Machthabern anzulegen und wurde mehrfach von der Gestapo verhört. Am 6. März 1943 wurde Wenker zum Propst ehrenhalber und im Juni 1948 anlässlich seines goldenen Priesterjubiläums zum Ehrendomkapitular ernannt.

## Retter von Gelsenberg 1948
Als im April 1949 die westalliierten Hochkommissare die Demontage des Hydrierwerks der Gelsenberg-Benzin AG in Horst (heute BP) verfügten, führte dies zu handgreiflichen Auseinandersetzungen zwischen Werksangehörigen und den Demontagetrupps. Am 31. Mai 1949 kam es zu einem großen Protestmarsch durch Horst und zu einer Demonstration auf dem Sportplatz „Auf dem Schollbruch“. Wilhelm Wenker setzte sich spontan an die Spitze des Zuges und hielt vor Tausenden Demonstranten eine Rede, mit der er als „Retter von Gelsenberg“ in die Stadtgeschichte einging. Die Demontage wurde gestoppt, und 1950 nahm Gelsenberg den Betrieb wieder auf.
Im November 1950, nach seinem 40-jährigen Pfarrjubiläum, erhielt Wenker wegen seines Einsatzes gegen die Demontage von Gelsenberg die Ehrenbürgerwürde der Stadt Gelsenkirchen. Am 30. November 1955 wurde er mit dem Bundesverdienstkreuz 1. Klasse ausgezeichnet. Höhere kirchliche Ämter lehnte er mehrfach ab, um in seiner Gemeinde bleiben zu können.

## Nachwirken
Wilhelm Wenker wurde auf dem Alten Friedhof in Horst beigesetzt.
An ihn erinnert die Propst-Wenker-Straße in Gelsenkirchen-Horst, eine 1957 eingeweihte Gedenktafel im Turm von St. Hippolytus und ein 1982 an der Kirche aufgestelltes Denkmal.